# Квадруніка
Квадруніка, Quadruncia (лат. quadrunx або лат. quatrunx) — давня бронзова монета випущена в Італії. Монета коштувала 4 унції, звідси і назва. Монета не була частиною стандартної римської грошової системи. Вона мала вартість як у Трієнса, що також коштував чотири унції.
Термін Трієнс використовувався, щоб вказати вартість монети у третину аса і тому використовувався в грошово-кредитній системі Римської імперії, де ас складався з 12 унцій, а Квадруніка це термін, який використовувався для монет що включені в грошову систему, де ас складався з 10 унцій.
Приклади грошей Квадруніка з Капуа і карбовані під час Другої Пунічної війни і Квадруніка того ж періоду з Teati, Lucera.